# John Taylor (pianiste)
Pour les articles homonymes, voir John Taylor et Taylor.
John Taylor, né le 25 septembre 1942 à Manchester et mort le 18 juillet 2015 à Angers, est un pianiste britannique de jazz.

## Biographie
La carrière de John Taylor commence en 1969 avec son association avec les saxophoniste anglais John Surman et Alan Skidmore. Taylor fait partie du quartet de Skidmore jusqu'en 1973. Il est également accompagnateur de la chanteuse Cleo Laine, et membre du quartet de Ronnie Scott.
En 1977, il fonde le trio Azimuth avec Norma Winstone et Kenny Wheeler.
Dans les années 1980, il est sideman auprès de nombreux musiciens : Jan Garbarek, Enrico Rava, Gil Evans, Lee Konitz.
Le 17 juillet 2015, il est pris d'un malaise cardiaque au cours d'un concert du trio de Stéphane Kerecki au festival Saveurs Jazz de Segré. Rapidement pris en charge par les secours, il est transporté dans un état grave au CHU d'Angers. Son épouse révèle le 19 juillet que son mari est décédé le lendemain du concert, des suites de ce malaise à l'hôpital d Angers.

## Discographie
- Decipher, avec Chris Laurence et Tony Levin, 1972
- Tango and Company, avec Henning Berg, 1997
- Rosslyn, avec Marc Johnson et Joey Baron, 2003
- Insight Sketch, Album solo, 2003
- Songs & Variations, Album solo, 2004
- Angel of the Presence, Album solo, 2006
- Whirpool, 2007
- Horizons Ensemble, avec Quinsin Nachoff, 2008
- Patience, avec Stéphane Kerecki (contrebasse), Zig-Zag Territoires, 2011
- 2081, avec Alex Taylor (chant), Oren Marshall (tuba), Leo Taylor (batterie), CAM Jazz - Kepach Music, 2015
- As it was avec Peter Erskine (batterie) et Palle Danielsson (basse), ECM, 2015
- Double Exposure avec Stan Sulzmann (saxophone), InVersion Records, 2016
- In Concert avec Norma Winstone (chanteuse), Sunnyside Communications, 2020